# Cormesio de Bulgaria
Cormesio de Bulgaria (en búlgaro: Кормесий) fue un kan búlgaro de la primera mitad del siglo viii. Los cronistas occidentales nombran a Cormesio como el «tercer gobernante de los búlgaros» y es a veces considerado como el sucesor directo de Tervel.
La Nominalia de los kanes de Bulgaria (Imennik) tiene trazos de dos registros dañados entre las entradas de Tervel y de Sevar. El segundo de estos nombres perdidos es generalmente entendido como Kormesij. De acuerdo con la Nominalia, Cormesio habría reinado por 28 años y era un descendiente del clan Dulo. Según la cronología desarrollado por Moskov, Cormesio habría reinado en el periodo entre 715 y 721 y el periodo mucho mayor que aparece en la Nominalia sería una indicación de su edad (no de su reinado) o incluiría un periodo de cogobierno con sus predecesores. Otros cronologista datan el reinado de Cormesio entre 721 y 738, pero nada de eso encaja con la Nominalia. El nombre de Cormesio parece estar relacionado con los eventos que condujeron a la conclusión del tratado de paz firmado entre Bulgaria y el Imperio bizantino entre 715 y 717 –la cronología se basa fuertemente en los nombres de los emperadores y los patriarcas involucrados– pues la única fuente es el cronista bizantino Teófanes el Confesor. El nombre de Cormesio también aparece, según algunos académicos, en las proximidades de la escultura del Caballero de Madara, un patrimonio mundial datado de la época de Tervel. La parte sobreviviente del texto tratado, según ellos, de un tributo anual en oro que Kormesij recibía del emperador bizantino: en otras palabras, el tratado de paz se habría confirmado durante su gobierno. El final de la inscripción menciona un empeoramiento en las relaciones con el Imperio bizantino. Sin embargo, también es posible que esta inscripción sea una referencia a los gobernantes posteriores como Kormisosh o Krum.
La compilación del siglo xvii de los búlgaros del Volga, Ja'far Tarikh, una obra cuya autenticidad es disputada, presenta a Kermes (Cormesio) como hijo de Tarvil (Tervel) y como sucesor de su hermano, Ajjar, que es desconocido fuera de este contexto y que puede ser el primero de los nombres perdidos en la Nominalia. El Ja'far Tarikh afirma que Kermes fue depuesto por los nobles y sustituido por su hijo Sevar.
Cormesio no es mencionado en ningún otro contexto. El hecho de no haber registros de una guerra entre búlgaros y bizantinos durante su reinado, sin embargo, implica que habría apoyado la paz entre los dos reinos.